# Le Bouscat
Le Bouscat là một xã trong tỉnh Gironde, thuộc vùng Nouvelle-Aquitaine của nước Pháp, có dân số là 22.455 người (thời điểm 1999). Le Bouscat nằm trong vùng ngoại ô của Bordeaux.